# Joseph Marx
Joseph Marx (Graz, 11 marzo 1882 – Graz, 3 settembre 1964) è stato un compositore, insegnante, critico musicale e pianista austriaco.

## Biografia
Marx cominciò ad avvicinarsi alla musica fin dall'infanzia, grazie alle lezioni della madre. Successivamente prese parte alle lezioni dell'allora celebre didatta Johann Buwas, divenendo ben presto un impeccabile virtuoso del pianoforte. Avviato dal padre agli studi di legge li abbandonò per dedicarsi invece alla filosofia, alla storia dell'arte e alla musica ottenendo nel 1909 il dottorato all'Università di Graz. Cominciò a studiare composizione seriamente solo nel 1908, ma la sua vena creativa proruppe inarrestabile, facendo venire alla luce - nei quattro anni successivi - più di 120 lieder, molti dei quali divenuti parte fondamentale del repertorio liederistico. Marx era considerato un pianista eccellente, ma non ebbe mai l'ambizione di dedicarsi al concertismo; accompagnava sovente, però, l'esecuzione dei suoi lieder al pianoforte.
Nel 1914 entrò a far parte dell'Accademia di Musica di Vienna, diventandone poi Direttore nel 1922. Quando la scuola fu riorganizzata come Hochschule für Musik nel 1924, ne fu nominato Rettore, mantenendo tale posizione per tre anni. Insegnante ricercatissimo, poteva vantare un numero elevatissimo di allievi (quasi 1.300 nella sua carriera), fra i quali si distinsero il compositore Johann Nepomuk David e il pianista e didatta Paul Ulanowsky.
Dal 1931 al 1938 Marx fu critico musicale per la rivista Neues Wiener Journal e dopo la seconda guerra mondiale per il Wiener Zeitung. La sua attività di critico e saggista fu di rilevante importanza, tanto che nel 1947 a Vienna fu pubblicata una raccolta di suoi scritti e saggi, dal titolo Betrachtungen eines romantischen Realisten. Poco prima di morire pubblicò inoltre un libro - Weltsprache Musik (Vienna, 1964) - in cui venivano trattati argomenti d'acustica, tonalità, estetica e filosofia musicale.
Come compositore Marx è ricordato per gli importanti contributi alla musica vocale, in particolare per i suoi lieder. Anche se la maggior parte di questi pezzi è stata scritta con accompagnamento del pianoforte, in molti invece l'accompagnamento è orchestrale. Il suo stile, costantemente permeato da un appassionato lirismo, è  influenzato da elementi russi e italiani, spesso tinto di coloriture impressioniste.
La sua produzione negli anni '20 e '30 del '900 si concentrò su lavori orchestrali, per poi dedicarsi soprattutto alla musica da camera per il resto della sua carriera.
In un'intervista rilasciata a Elyse Mach (Great Contemporary Pianists Speak for Themselves; "Dover Books on Music"), il pianista Jorge Bolet ebbe a dire che il  "Concerto Romantico" di Joseph Marx era il suo pezzo preferito nel repertorio per pianoforte e orchestra, per l'enorme sfoggio di resistenza e virtuosismo che questo richiede al solista.
Lo stile compositivo di Marx, molto vicino a quello di un Max Reger, di un Debussy, di uno Skrjabin,  è il prodotto di una mente eccentrica e geniale che amava abbandonarsi a voluttà ed edonismo senza mai perdere però il contatto con l'antica tradizione compositiva europea e con il sistema tonale. La sua scrittura è densa e ricca di colori, le sonorità post-romantiche e impressioniste sono portate a livelli quasi orgiastici,  specialmente nella Sinfonia d'autunno, del 1921, uno dei vertici della sua arte compositiva. Come Skrjabin, Marx mostrava inoltre una forte affinità con un certo misticismo che interpretava l'arte come espressione trascendentale dell'esistenza.
Durante l'ultimo decennio e mezzo della sua vita Marx era considerato come una benevola figura paterna e come un'indiscutibile autorità quasi onnipresente nella vita musicale viennese. Notevole fu anche il suo impegno nel sociale: fu presidente e membro onorario di molte associazioni musicali e culturali austriache e, come ambasciatore dell'UNESCO, operò molto per la riorganizzazione della vita musicale austriaca dopo la Seconda Guerra Mondiale. Collaborò inoltre con il governo Turco per la fondazione del primo Conservatorio ad Ankara (ed ebbe come allievo il compositore Hasan Ferid Alnar). Marx è stato proposto, nei primi anni Cinquanta, anche come possibile candidato alla presidenza dell'Austria.

## Fonti
- (EN) joseph-marx-gesellschaft.org,  http://www.joseph-marx-gesellschaft.org/english/joseph-marx.html.
- (EN) joseph-marx.org,  https://web.archive.org/web/20110726210908/http://www.joseph-marx.org/en/. URL consultato il 25 giugno 2011 (archiviato dall'url originale il 26 luglio 2011).